# Nộn Triết Cách cách
Nộn Triết Cách Cách (tiếng Trung: 嫩哲格格, 1587 – 1646) là một công chúa nhà Thanh, con gái thứ hai của Nỗ Nhĩ Cáp Xích.

## Cuộc đời
Cách cách sinh vào năm Minh Vạn Lịch thứ 5 (1587), mẹ là Trắc Phúc tấn Y Nhĩ Căn Giác La thị. Bà là chị gái cùng mẹ của Nhiêu Dư Mẫn Quận Vương A Ba Thái. Theo "Mãn Châu thực lục", "Nộn Triết" phải là tên thật của Đổng Ngạc Cách cách, chị gái khác mẹ của bà. Trong nhiều ghi chép khác, nguyên danh của bà là Nhan Triết (颜哲).
Giữa những năm Thiên Mệnh, bà kết hôn cùng với anh họ Đạt Nhĩ Hán. Đạt Nhĩ Hán là con trai của Dương Thư cùng Triêm Hà Cô – em gái của Nỗ Nhĩ Cáp Xích. Theo phong tục tại thời điểm đó, Hoàng nhị nữ theo bộ tộc của chồng mà xưng Triêm Hà Cách Cách. Khi kết hôn cùng Đạt Nhĩ Hán, tuổi của bà đã lớn hơn so với tuổi lần đầu kết hôn của con gái thời bấy giờ. Theo Đường Ban Trì tiên sinh khảo chứng, Ba Đồ Lỗ Y Lạp Khách là chồng trước của Cách cách, sau vì vứt bỏ bà mà bị Nỗ Nhĩ Cáp Xích ra lệnh xử tử. Về nguyên nhân, trong "Thanh hoàng thất ký phổ" có ghi chép lại:
| “ | 「巴圖魯伊拉喀，朕以女妻之，乃不終效力，無端棄妻。恐後生變，故殺之。」 . Ba Đồ Lỗ Y Lạp Khách, trẫm dĩ nữ thê chi, nãi bất chung hiệu lực, vô đoan khí thê. Khủng hậu sinh biến, cố sát chi | ” |

Năm Thuận Trị thứ 3 (1646), tháng 7, Cách cách qua đời và thọ 60 tuổi.

### Vấn đề tên gọi
"Nội quốc sử viện đương" ghi chép lại, năm Thiên Thông thứ 7, ngày 11 tháng 11, giờ Mão, Hoàng Thái Cực nhân việc Phúc Tấn của Hòa Thạc Bối Lặc Tế Nhĩ Cáp Lãng hoăng thệ, đã suất lĩnh Đại Bối Lặc và chư Bối lặc đến dự đám tang, Bối Lặc đi xuống đài nghênh đón vào nội viện, Hãn cùng với Đại Bối Lặc tọa, lệnh Nhan Triết Cách Cách và Tôn Đại Cách cách kính rượu Bối Lặc.
Năm Sùng Đức nguyên niên (1636), Hoàng Thái Cực lên ngôi Hoàng đế, lấy niên hiệu là [Sùng Đức], cải quốc hiệu là Đại Thanh, đổi tộc Nữ Chân thành Mãn Châu. Ông sách phong cho 7 vị công chúa trong đó 2 người chị là Văn Triết và Nhan Triết. Văn Triết thụ phong là Cố Luân Công chúa, và Nhan Triết thụ phong là Hòa Thạc Công chúa. Một số nhận định cho rằng, bà là Nhan Triết, và Văn Triết là Đông Quả Cách cách.
Quách Lạc La gia phổ ghi lại là Chiến Tất Lạp Công Chúa (战毕拉公主) và "Nội quốc sử đương" lại dịch là Trát Mộc Tất Lại Công Chúa (扎木必赖公主).